# 平野孝國
平野 孝國（ひらの たかくに、1930年4月 - 2021年3月25日）は、日本の神道学者。新潟大学名誉教授。主な専門は神道学。
神奈川県出身。学生時代、柳田國男・折口信夫等の講義を受け、民俗学を学ぶ。副手・助手として柳田の研究室に勤務。外国の文化・民俗にも関心を持ち、1959年からオランダ、1961年からドイツへ留学するなど、文化人類学にも精通。

## 略歴
- 1930年4月　神奈川県に生れる。
- 1951年3月　國學院大學文学部宗教学科を卒業。卒業論文「我国山岳信仰の研究」
- 1952年5月　國學院大學文学部副手(- 1953年3月)。
- 1953年3月　國學院大學大学院文学研究科修士課程神道学専攻を修了。修士論文「山神考」
- 1953年4月　國學院大學文学部助手(- 1959年9月)
- 1954年3月　國學院大學大学院文学研究科博士課程日本文学専攻を退学。
- 1958年3月　國學院大學神道特別研究科を修了。
- 1959年10月　國學院大學大学院文学研究科博士課程神道学専攻を退学。
- 1959年10月　國學院大學文学部講師(- 1965年3月)。
- 1969年3月　新潟大学教育学部助教授(- 1975年8月)。
- 1975年9月　新潟大学教育学部教授。
- 1977年3月　チューリッヒ大学客員教授。
- 1986年3月　「神道世界の構造と展開」により、東京大学から文学博士の学位を授与される。
- 1990年5月　哈爾浜師範大学客員教授。
- 1995年3月　新潟大学を退官。以後、新潟大学の他、新潟産業大学、敬和学園大学などで非常勤講師を務める。
- 1998年4月　皇學館大学社会福祉学部教授(- 2002年3月)。
- 2021年3月　逝去。

## 主な著書
- 『大嘗祭の構造』　ぺりかん社、1986年
- 『神道世界の構造』　ぺりかん社、1988年